# Синьмун
Синьмун, пуок (самоназвание синьмун, означает «горцы»; вьет. Xinh Mun, Puộc) — народ, проживающий по обе стороны северной границы Вьетнама и Лаоса в районе провинции Шонла и Лайтяу. Автохтоны Северного Индокитая. Входят в 54 официально признанных народов Вьетнама. Численность — около 20 тысяч человек, из которых 18 018 (перепись 1999 года) проживает во Вьетнаме. Язык синьмун относится к мон-кхмерской ветви австроазиатской семьи.
Синьмун находились в зависимости от тхай, в то время их деревни назывались «пуок», как впоследствии и сами жители.
Основное занятие: возделывание риса, кукурузы, овощей, разведение птиц и домашнего скота, а также — собирательство. Распространено изготовление предметов утвари из бамбука, в отдельных районах — кузнечное ремесло. Деревни синьмун (кол) невелики, состоят из нескольких домов. Основная пища — рис и кукуруза. Популярно жевание бетеля. Есть обычай чернения зубов.
Исповедуют традиционные верования, синьмун Лаоса — буддисты.